# Alan Silson
Alan Silson (ur. 21 czerwca 1951 r. w Birkenshaw, West Yorkshire) – brytyjski gitarzysta znanej kapeli popowej Smokie, dzięki której to zyskał sławę. Opuścił zespół w latach dziewięćdziesiątych. Obecnie prowadzi karierę solową, w zespole który nosi jego nazwisko.